# Podochilus
Podochilus é um género botânico pertencente à família das orquídeas (Orchidaceae).